# Monster (álbum de Kiss)
Monster —en español: Monstruo— es el vigésimo cuarto y último álbum de estudio de la banda estadounidense Kiss, lanzado el 5 de octubre de 2012.
El álbum fue grabado en los Conway Studios de Hollywood y en The Nook en Los Ángeles.  Monster fue producido por el cofundador y vocalista Paul Stanley, y coproducido por Greg Collins, quien también trabajara con la banda en el álbum de 2009, Sonic Boom.
Paul Stanley aseguró luego de anunciar el tour de despedida de los escenarios de Kiss que este es el último álbum de la banda.

## Antecedentes
El bajista y vocalista Gene Simmons menciona por primera vez la intención de la banda de grabar un sucesor de Sonic Boom en una entrevista para promover el Guitar Hero: Warriors of Rock en 2010, Simmons anunció en entrevista radial que la banda entraría al estudio en tres semanas y que tenían entre 20 y 25 canciones listas.
Eric Singer confirmó durante una prueba de sonido de su Eric Singer Project que la banda empezaría a grabar el álbum el 4 de abril.
En una entrevista con Elliot Segal en "Elliot en la Mañana", el 2 de mayo de 2011, Simmons dijo que la banda había grabado en torno a cinco temas. El álbum originalmente iba a contener 10 canciones, pero Simmons reveló antes de los premios "American Music" de 2011 que Monster contendría 15 nuevas canciones, todas escritas por la banda. Esto se redujo finalmente a 13 canciones.
El 21 de agosto de 2011, la banda reveló oficialmente el título del disco, y confirmó que estaba siendo grabado en Los Ángeles, con el vocalista y guitarrista Paul Stanley como productor, para un lanzamiento pactado en algún momento de 2012.
La banda subió un video el 3 de enero de 2012 en YouTube, en el que Stanley comentaba que el álbum estaba a dos o tres días de su finalización. El proceso de grabación terminó el 6 de enero de 2012, al día siguiente, Stanley dijo:

Escuchar los temas uno a uno es como una sobrecarga sensorial, todos los que lo han escuchado están completamente desbordados: potente, pesado, melódico y épico. Esto nos llena de orgullo, y a ustedes los llenará también."

El primer sencillo del álbum, "Hell or Hallelujah", fue lanzado el 2 de julio de 2012 a nivel internacional, y el 3 de julio en América del Norte. El segundo sencillo de Monster, "Long Way Down", fue distribuido para las radios el 23 de octubre de 2012.
Después de los retrasos en el lanzamiento, Monster fue finalmente publicado en Europa el 5 de octubre de 2012, y en América del Norte y el resto del mundo el 9 de octubre de 2012.

## Composición
Según una entrevista con el guitarrista Tommy Thayer, la banda tuvo la intención de crear un álbum con un sonido un poco más pesado que Sonic Boom, así como de recrear -de todos modos- el ambiente que existía con el material anterior. De forma similar, Gene Simmons ha comparado el álbum a una combinación de tres de los álbumes anteriores de la banda: Destroyer., Revenge y el ya mencionado Sonic Boom.
Mientras hacía entrevistas de promoción para el programa "Castle", de la cadena ABC, Gene Simmons comentó respecto al sonido del álbum:

Carne y patatas. Usted sabe que va a ser como Santa Claus. Arriba y abajo, todo el mundo se acostumbra a esto y aquello, y las cosas cambian, y los cambios de la moda etc, pero es bueno saber que Santa viene, y no va a cambiar su atuendo y ya sabes lo que te va a traer: regalos, consistencia en el mensaje.

La banda decidió utilizar tecnologías analógicas viejas en lugar de equipamiento de grabación digital, en la justificación de esta elección Simmons comentó:

La tecnología es una puta seductora, ella te seducirá, al presionar este botón, usted no tiene que hacer nada más.
Pero analógico es el amor de tu vida, y puedes empujar y darle muy duro, y siempre te devuelve algo jugoso. 
Para el nuevo álbum, el proceso de grabación real consistió en cintas de 24 pistas y una vieja consola Trident. Y con tantas válvulas como fuera posible; necesitas válvulas, electricidad y madera gruesa para crear ese sonido grueso.

El 22 de marzo de 2012, Paul Stanley dijo en una entrevista con Dave Basner, de VH1:

Monster es realmente la culminación de todo lo que esta banda ha sido en el pasado, y hacia donde va. Cuando hicimos Sonic Boom, fue una gran tarea para nosotros, porque nos decían: '¿Cómo se define lo que son hoy, sin que se pierda lo que han sido? Por lo tanto, fue una tarea difícil para nosotros, pero hemos querido volver, y Monster va mucho, mucho más allá de lo que representa Sonic Boom, y está a la altura de algunas de las mejores cosas que hemos hecho: es Kiss.

## Lista de canciones
| N.º   | Título                                      | Escritor(es)                          | Voz líder        | Duración |  |
| 1.    | «Hell or Hallelujah»                        | Paul Stanley                          | Stanley          | 4:06     |  |
| 2.    | «Wall of Sound»                             | Stanley, Gene Simmons, Tommy Thayer   | Simmons          | 2:56     |  |
| 3.    | «Freak»                                     | Stanley, Thayer                       | Stanley          | 3:35     |  |
| 4.    | «Back to the Stone Age»                     | Simmons, Stanley, Thayer, Eric Singer | Simmons          | 3:01     |  |
| 5.    | «Shout Mercy»                               | Stanley, Thayer                       | Stanley          | 4:05     |  |
| 6.    | «Long Way Down»                             | Stanley, Thayer                       | Stanley          | 3:51     |  |
| 7.    | «Eat Your Heart Out»                        | Simmons                               | Simmons          | 4:06     |  |
| 8.    | «The Devil Is Me»                           | Simmons, Stanley, Thayer              | Simmons          | 3:41     |  |
| 9.    | «Outta This World»                          | Thayer                                | Thayer           | 4:29     |  |
| 10.   | «All for the Love of Rock & Roll»           | Stanley                               | Singer           | 3:22     |  |
| 11.   | «Take Me Down Below»                        | Stanley, Simmons, Thayer              | Stanley, Simmons | 3:25     |  |
| 12.   | «Last Chance»                               | Stanley, Simmons, Thayer              | Stanley          | 3:06     |  |
| 13.   | «Right Here Right Now» (iTunes bonus track) | Stanley, Thayer                       | Stanley          | 3:58     |  |
| 43:45 |                                             |                                       |                  |          |  |

| Pista adicional edición iTunes / Tour |                        |                 |           |          |  |
| N.º                                   | Título                 | Escritor(es)    | Voz líder | Duración |  |
| 13.                                   | «Right Here Right Now» | Stanley, Thayer | Stanley   | 3:58     |  |

| Pista adicional japonesa |                                       |                                              |           |          |  |
| N.º                      | Título                                | Escritor(es)                                 | Voz líder | Duración |  |
| 13.                      | «King of the Night Time World» (Live) | Stanley, Kim Fowley, Mark Anthony, Bob Ezrin | Stanley   | 3:59     |  |

## Listas musicales
| Lista (2012)                                   | Mejor posición |
| ---------------------------------------------- | -------------- |
| Australia (ARIA Charts)                        | 7              |
| Austria (Ö3 Austria Top 40)                    | 6              |
| Bélgica - Flandes (Ultratop)                   | 37             |
| Bélgica - Valonia (Ultratop)                   | 36             |
| Canadá (Canadian Albums Chart)                 | 3              |
| Finlandia (Suomen virallinen lista)            | 8              |
| Alemania (Media Control Charts)                | 6              |
| Italia (FIMI)                                  | 9              |
| México (Top 100 México)                        | 26             |
| Noruega (VG-lista)                             | 2              |
| España (PROMUSICAE)                            | 11             |
| Suecia (Sverigetopplistan)                     | 4              |
| Suiza (Schweizer Hitparade)                    | 8              |
| Reino Unido (UK Albums Chart)                  | 21             |
| Estados Unidos U.S. Billboard 200              | 3              |
| Estados Unidos U.S. Billboard Hard Rock Charts | 1              |
| Estados Unidos U.S. Billboard Rock Charts      | 2              |
| Estados Unidos U.S. Digital Albums             | 17             |
| Estados Unidos U.S. Tastemaker Albums          | 4              |

## Personal
- Paul Stanley – Guitarra rítmica, voz líder y coros.
- Gene Simmons – Bajo, voz líder y coros.
- Tommy Thayer – Guitarra líder, voz líder y coros.
- Eric Singer – Batería, voz líder y coros.

## Videos musicales
- «Hell or Hallelujah»[34]

Director: ¿?
Año: 2012
- «Right Here Right Now»[35]

Director: ¿?
Año: 2013